# 钻笋螺
钻笋螺（学名：Terebra triseriata），是新腹足目笋螺科笋螺属的一种。主要分布于马来西亚、中国大陆、台湾，常栖息在浅海砂底、潮下带。